# Лопате
Лопа́те (мак. Лопате) — село у Північній Македонії, входить до складу общини Куманово Північно-Східного регіону.
Населення — 2448 осіб (перепис 2002) в 591 господарстві.